# Rui Palmeira
Rui Soares Palmeira (Maceió, 13 de setembro de 1976) é um advogado e político brasileiro, filiado ao Partido Social Democrático (PSD). Foi eleito prefeito de Maceió em 2012 e reeleito em 2016. Filho de Guilherme Palmeira e sobrinho do ex-líder estudantil Vladimir Palmeira.

## Família, educação e carreira
Filho de Guilherme Palmeira e Susana Bandeira Soares Palmeira.
Sua família começa pelo avô paterno Rui Soares Palmeira que foi eleito deputado federal constituinte de 1946 e senador, o pai Guilherme, prefeito de Maceió, deputado estadual, governador e senador. Ambos construíram carreiras políticas em Alagoas seguidas pelo herdeiro, com exceção de seu tio Vladimir Palmeira, no Rio de Janeiro, como deputado federal. Vladimir foi preso pelo regime militar, acusado de atividades ligadas ao comunismo. Chegou a ser candidato ao governo do Rio em 2006 e desfiliou-se do PT em 2011. Seu pai Guilherme ainda chegou ao cargo de Ministro do TCU.
Seu avô foi o senador Rui Palmeira, político alagoano líder da União Democrática Nacional (UDN), deputado federal constituinte em 1946 foi senador da República até 1968, ano de seu falecimento. Em homenagem ao seu avô, líder político alagoano da UDN, logradouros, escolas, ruas, conjuntos habitacionais e um município no sertão de Alagoas foram batizados com seu nome. O pai Guilherme Palmeira tem nome inserido no rol dos maiores defensores da democracia no Brasil e na América Latina. Rui Palmeira descende por via paterna de barões alagoanos como é o caso de seu bisavô Miguel Soares Palmeira barão de Coruripe que era casado com dona Julia Ferro Soares Palmeira filha de Manoel Duarte Ferreira Ferro, barão de Jequiá, sendo este tetravô de Rui.
Cursou Direito no CESMAC, formando-se posteriormente pelo UNICEUB, no Distrito Federal. Também fez pós-graduação em Direito Tributário e Finanças Públicas pelo Instituto Brasiliense de Direito Público, de Brasília.  
Começou na política como candidato a deputado estadual em 2006. Com a Assembleia Legislativa em crise, em 2007, Rui tornou-se um dos maiores críticos dos parlamentares envolvidos no escândalo Taturana. O nome dele não aparece nas investigações. 
Em 2010, foi candidato à deputado federal e virou vice-líder do PSDB e se destacou pelas críticas à lentidão das obras do Programa de Aceleração do Crescimento (PAC).

## Carreira política

### Deputado estadual (2007-2011)
Foi eleito deputado estadual em Alagoas, obtendo 21.752 votos, sendo o primeiro colocado em sua coligação. Durante o seu mandato eclodiu a Operação Taturana da Polícia Federal que teria desviado R$ 302 milhões nos cofres do Legislativo Estadual da Assembleia Legislativa. Rui Palmeira foi um dos poucos parlamentares não envolvidos no escândalo, que resultou inclusive na prisão e no afastamento do mandato de parlamentares estaduais.
Também foi contra as eleições antecipadas da Mesa Diretora da casa, cobrou a redução do valor do duodécimo repassado pelo Executivo ao Legislativo, apoiando a aplicação destes recursos em ações de saúde, educação, infraestrutura, cultura e esporte. Em março de 2009, junto a outros parlamentares, impetrou no Fórum do Barro Duro, em Maceió, um mandado de segurança contra a decisão da Mesa Diretora da Assembleia de fechar as portas do Poder Legislativo em virtude de uma greve de servidores do Poder. O parlamentar também combateu a Gratificação de Apoio Parlamentar (GAP), transformada posteriormente em Gratificação de Dedicação Exclusiva (GDE), propondo Projeto de Lei para a extinção desta gratificação. De acordo com as investigações da PF, recursos da GAP foram desviados dentro do esquema de fraudes e corrupção que lesou a Assembleia. Rui cobrou oficialmente transparência nas contas da Assembleia, exigindo em requerimentos a publicação dos dados financeiros da Assembleia como a folha de pessoal e do Legislativo, antecipando demanda conquistada em 2012 com a Lei de Acesso à Informação.
Na Assembleia Legislativa, também foi autor do projeto que criou a Comissão de Meio Ambiente (CMA). Foi membro da Comissão de Constituição e Justiça (CCJ) e integrou a Comissão Parlamentar de Inquérito (CPI) dos Combustíveis, sendo seu relator. Ele foi autor de Projetos de Lei como o que institui o recibo único anual de água, energia elétrica, telefone e serviços de concessionárias públicas além de ser da sua autoria a emenda à Constituição Estadual que estabelece punição aos empresários que comercializarem combustíveis adulterados em Alagoas.
A lei que institui a isenção no pagamento a taxa de inscrição em concursos públicos estaduais   aos doadores de sangue, carentes, assalariados que recebem até um salário mínimo e desempregados, a Lei que amplia a punição para quem comercializa madeira de forma ilegal, a Lei que institui a Ficha de Notificação de Maus Tratos, protegendo a criança e o adolescente, e a Lei que regulamenta a prática dos esportes de aventura em Alagoas também são iniciativas do parlamentar.

### Deputado federal (2011-2012)
Rui Palmeira foi eleito deputado federal pelo PSDB em fevereiro de 2011, sendo o parlamentar alagoano mais jovem na história da Câmara dos Deputados recebeu. No primeiro ano de mandato, ocupou as posições de vice-líder nacional do PSDB e de vice-líder da minoria (oposição). Integrou a Comissão de Finanças e Tributação e a Comissão de Turismo e Desporto, sendo também vice-presidente da Subcomissão Permanente das Micro e Pequenas Empresas e membro da Comissão que analisou a proposta do novo Código de Processo Civil. Na Câmara, foi autor de proposições legislativas como os requerimentos com cobrança por mais agilidade nas obras de duplicação do trecho alagoano da BR 101 e por fornecimento de energia elétrica com mais qualidade aos alagoanos por meio da Eletrobras Alagoas, antiga Ceal, fato que se desdobrou em abertura de investigação da empresa por parte do Tribunal de Contas da União (TCU). Defendeu as Reformas Tributária e Política, em prol da desoneração do setor produtivo e do aperfeiçoamento do sistema político brasileiro, assim como também cobrou mais investimentos em Alagoas por meio do Programa de Aceleração do Crescimento (PAC) do governo federal.
Ele votou contra a flexibilização e contra o segredo nas licitações das obras do governo preparatórias para a Copa do Mundo de 2014 e as Olimpíadas de 2016, não compactuando com a alteração feita na Lei 8.666. Defendeu a ampliação dos repasses da União à saúde pública nacional, por meio da ampliação dos valores aplicados pelo governo no Programa de Saúde da Família (PSF), sendo contra o aumento da Contribuição Provisória sobre a Movimentação Financeira (CPMF). Ainda na Câmara dos Deputados, Rui defendeu a expansão do setor do turismo por meio de sua classificação como atividade exportadora e trabalhou para que Alagoas fosse beneficiada com mais recursos provenientes do governo federal. Tanto que em seu primeiro ano de mandato o parlamentar destinou R$ 15 milhões em recursos de emendas parlamentares em benefício da sociedade alagoana, além de outros R$ 1,5 milhão para investimentos na educação em cidades de interior do estado. Nas emendas parlamentares de Rui Palmeira foram inseridos recursos de R$ 4 milhões para investimentos na saúde pública por meio do fortalecimento de ações do Sistema Único de Saúde (SUS), R$ 1 milhão para apoio à promoção do turismo, R$ 2 milhões para educação, inclusive com aporte de recursos na educação superior por meio de verbas para a Universidade Federal de Alagoas (UFAL) e para a Universidade Estadual de Alagoas (UNEAL). Além destes valores também foram direcionadas emendas para infraestrutura em Maceió, como a contenção e o combate aos deslizamentos de encostas e construção de quadras esportivas e promoção do esporte afastando jovens do crime e das drogas.
Na Câmara também propôs Projetos de Lei como o que amplia a divulgação e proporciona maior condição de fiscalização popular ao Programa Bolsa Família, inibindo pagamento irregular do benefício; autor do Projeto de Lei que possibilita maior fiscalização no trânsito das cidades brasileiras, por meio do disciplinamento do tráfego das chamadas motos “cinquentinha”- veículos ciclomotores com potência de até 50 cc. Incluiu emenda de sua autoria em Medida Provisória (MP) tornando possível a recuperação de bibliotecas públicas afetadas por desastres naturais. Defendeu que o governo editasse MP para isentar os desabrigados de enchentes do pagamento das casas a eles destinadas pelo programa “Minha Casa, Minha Vida”. Protocolou requerimento ao Ministério da Integração Nacional solicitando que Alagoas fosse beneficiada com implantação de sistema federal de alerta meteorológico.
Foi contemplado com o título de 19º deputado federal mais bem avaliado do país pela revista Veja no ano de 2012. Palmeira está entre os 20 parlamentares nacionais mais importantes do Brasil.

### Eleições 2012
Em Maceió, Rui Palmeira é candidato a prefeito pelo PSDB. Ele saiu vitorioso com 57,41% dos votos válidos, aproximadamente 45% a mais do que o segundo colocado, Jurandir Boia.

### Prefeito (2013-2020)
Rui Palmeira assumiu a prefeitura de Maceió pela primeira vez em 1º de janeiro de 2013. A posse ocorreu em uma cerimônia realizada no Centro Cultural e de Exposições Ruth Cardoso.
No seu primeiro ano de administração, enfrentou a dificuldade em relação aos cinco meses em que o Executivo teve que atuar com 1/12 do orçamento de 2012, devido ao atraso da votação da Lei Orçamentária Anual (LOA). Recebeu uma dívida de quase R$ 150 milhões da gestão anterior mas anunciou medidas, por meio de parcerias e melhorias na captação de recursos municipais, para recuperar a economia da prefeitura. Realizou ajustes e regularizações contratuais. Com o Decreto de Emergência na Saúde, em outubro de 2013, a Prefeitura de Maceió conseguiu abastecer os postos com medicamentos e outros itens essenciais, bem como iniciar a reforma de 20 unidades de saúde Também foram nomeadas quase 900 pessoas que realizaram o concurso da Secretaria Municipal de Saúde de 2012. 
Em 2013 e 2014, a situação financeira dos municípios se agravou e Rui Palmeira reduziu os salários de secretários e superintendentes municipais, e o dele próprio, além de cargos de comissão em símbolo DA-6, em 30%, 20% e 10%, respectivamente e o corte de servidores comissionados. Em 2014, executou o aumento do piso salarial dos professores acima da meta estabelecida pelo Ministério da Educação, e realizou medidas inéditas no trânsito da capital, como a implantação da Faixa Azul na Avenida Fernandes Lima, uma das principais vias da cidade, gerando polêmica cultural e estranhamento por parte de motoristas de carros maceioenses.

### Pós-prefeitura
Em 2021, foi filiado ao PODE e, depois de algum tempo, se filiou ao PSD pelo qual disputou o governo de Alagoas em 2022 numa coligação formada por Republicanos e Patriota. Porém, não foi eleito e acabou ficando em 4º lugar e, no segundo turno, declarou apoio ao candidato eleito Paulo Dantas. Em 19 de dezembro de 2022, foi anunciado como Secretario Estadual de Infraestrutura de Alagoas do governo Dantas. Em 3 de abril de 2024, Palmeira deixa a Secretaria de Infraestrutura.
Nas eleições de 2024, se elege vereador de Maceió com 5.498 votos.